# Andrea Fischer (Radsportlerin)
Andrea Fischer ist eine ehemalige deutsche Radrennfahrerin und nationale Meisterin im Radsport.

## Sportliche Laufbahn
Fischer war im Straßenradsport und im Bahnradsport in der DDR aktiv. 1975 gewann sie ihre ersten nationalen Meisterschaften. Sie siegte im Straßenrennen und im Sprint auf der Bahn vor Uta Spott. Von 1976 bis 1978 konnte sie den Straßentitel jeweils verteidigen. 1979 wurde sie Vize-Meisterin. 1975 siegte sie in einem Auswahlrennen der tschechoslowakischen Radrennfahrerinnen in Plzen.
Im Bahnsprint holte sie die Meisterschaft auch in den Jahren von 1976 bis 1979. Im Zeitfahren auf der Bahn gewann sie die Meisterschaft von 1975 bis 1978. 1979 wurde sie Dritte. In der Einerverfolgung kam sie bei den DDR-Meisterschaften 1975, 1976, 1978 und 1980 auf den Dritten Rang. 1979 wurde sie Vize-Meisterin hinter Heidi Klawitter.
Fischer startete für den Verein „SSG Bad Lausick“.